# Skvaleberget
Skvaleberget är ett naturreservat i Örebro kommun i Örebro län.
Området är naturskyddat sedan 1986 och är 18 hektar stort. Reservatet är avsett för att bevara ett stort bestånd av idegran. I övrigt består reservatet av barrblandskog. 